# 徐家营街道
徐家营街道，是中华人民共和国河南省洛陽市涧西区下辖的一个乡镇级行政单位。由洛阳高新技术产业开发区托管。

## 行政区划
徐家营街道下辖以下地区：
丰润路社区和北方社区。